# 中山大学广州校区东校园
中山大学广州校区东校园（又称东校区、大学城校区，简称中东），是中山大学的组成校区（园）之一，位于广东省广州市番禺区广州大学城的最东北端，东与广东外语外贸大学相邻，西近官洲隧道。该校区总占地面积113.17万平方米，规划总建筑面积约62.88万平方米，2004年9月第一期建成并投入使用。东校园的专业设置以新办的工科和传播设计学科为主，突出软件与信息技术、材料与能源技术、生物工程技术、工业设计及其他交叉学科与新兴学科。此外，部分中山大学传统社会科学专业，如政治学、法学、心理学、新闻传播学，以及药学和实验动物中心等也设置（或部分设置）于此。承载天河二号的国家超级计算广州中心亦在东校园内。

## 入驻单位

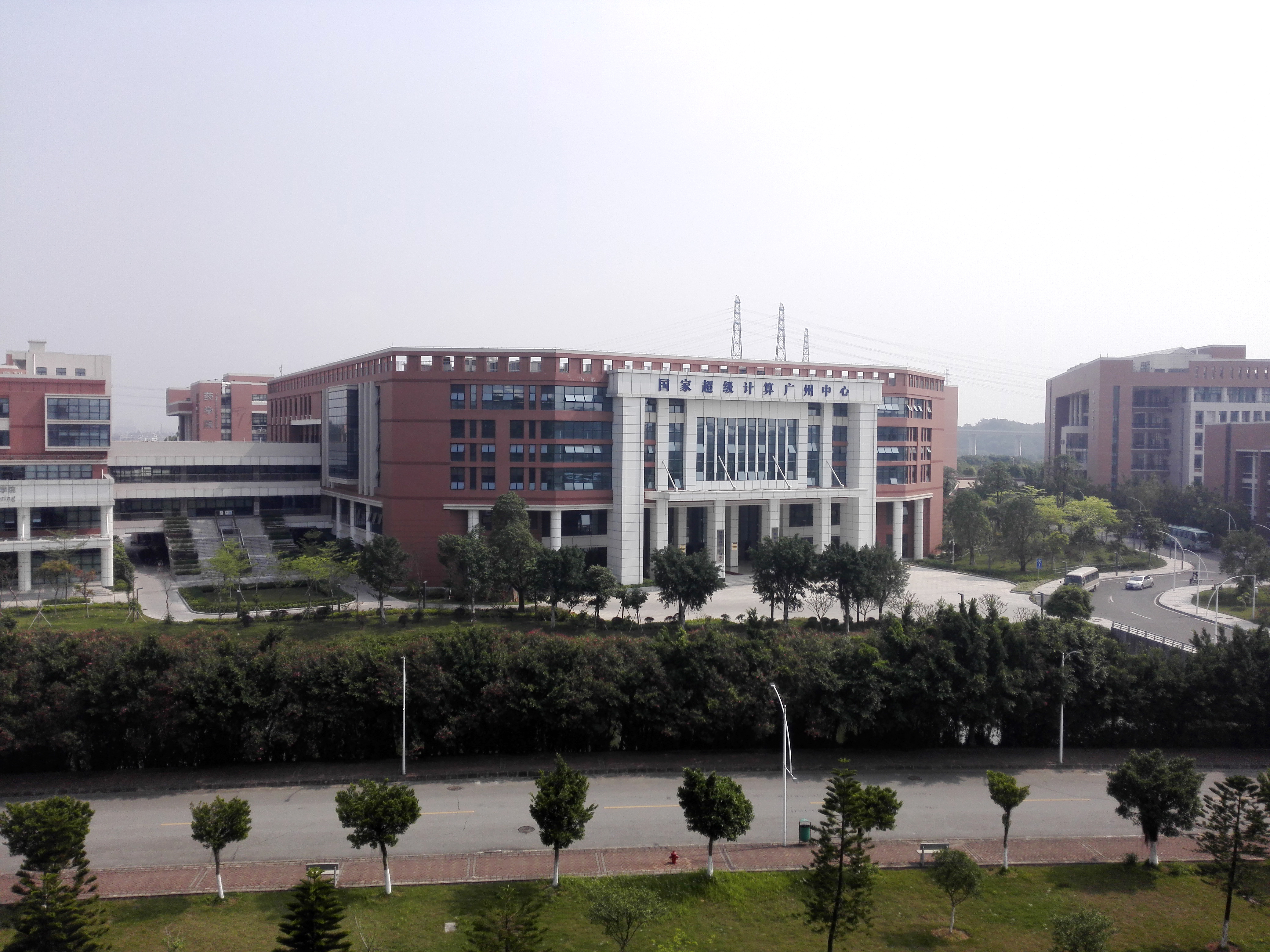
国家超级计算广州中心

### 院系
- 法学院
- 政治与公共事务管理学院
- 管理学院
- 心理学系
- 新闻传播学院
- 信息管理学院
- 地理科学与规划学院
- 化学学院
- 材料科学与工程学院
- 电子与信息工程学院
- 计算机学院（软件学院）
- 国家保密学院
- 网络安全学院
- 环境科学与工程学院
- 系统科学与工程学院
- 药学院

### 机构
- 广州校区东校园图书馆
- 实验动物中心（隶属于中山医学院）
- 南海资源开发与保护协同创新中心
- 绿色化学与分子工程研究院[3]
- 国家超级计算广州中心

## 设施

### 分区
根据广州大学城统一的规划分区，东校园分为教学区和生活区两部分。教学区和生活区之间由大学城中环东路隔开，两区均朝向该市政道路设有校门。但是，两区之间有地下通道直接连通，因此相互通行无需离开校园。

### 建筑

#### 教学区
- 图书馆：中山大学图书馆的校区（园）分馆，位于大学城南北主轴的中心，是东校园的地标之一。
- 行政会议中心：位于图书馆北侧，在南北主轴西侧。中山大学广州校区东校园管理委员会所在地，分为A、B两座，相互对称。A座一楼、二楼设有行政餐厅，供师生用餐。
- 公共教学楼：位于图书馆北侧，在南北主轴东侧。分为A、B、C、D、E五座，彼此内部有天井天桥相连。是多数公共课和部分专业课的上课地点。
- 北门建筑群：位于南北中轴以东、公共教学楼东侧。由如干独立建筑组成，国家超级计算广州中心亦为其中建筑之一。
- 北学院楼、南学院楼：位于教学区西区，分布在谷河两岸，均为两个相连但彼此独立的教学楼组成的教学楼群。
- 北基础实验楼、南学院基础实验楼：位于教学区西区，分布在谷河两岸。在北学院楼、南学院楼西侧，与其结构相同。
- 工学院学院楼及广场：位于校园最西侧，为工学院所在地，亦为东校园地标之一。钟楼顶端有中山大学校徽。
- 田径场、网球场、游泳馆、体育馆：位于教学区最南端，与图书馆相邻，为该校园的主要体育活动设施。

#### 生活区
- 活动服务中心：位于生活区北端、谷风路东侧，紧邻生活区北门。为学生活动中心、校园卡中心、新华书店、各快递服务点所在地。
- 保健中心：位于活动服务中心东侧，为校园门诊部，由中山大学附属第一医院负责。
- 教师公寓：位于生活区北端、谷风路西侧，紧邻生活区北门，共2栋楼。前方设有祁关车站，运行从东校园前往珠海校区的固定班次校车，以及前往南校园的活动包车。
- 北餐厅楼、南餐厅楼：分布在大学城中二横路南北两侧。北餐厅楼内一二层分别为东校园学生第一餐厅和东校园学生第二餐厅；南餐厅楼内一楼为东校园学生第三餐厅，二楼为东校园学生第四餐厅和清真餐厅，三楼为至善学生活动中心。
- 明德园：位于保健中心东侧，为学生公寓楼群之一，共12栋楼。东侧为市政道路大学城北一路及商业区GoGo新天地，但是有校园围墙隔开，无法直通，需要绕行。
- 格致园：位于贝岗村大街北侧、谷风路西侧，在教师公寓南侧、北餐厅楼西侧。为学生公寓楼群之一，为一栋复式工字形建筑。
- 慎思园：位于大贝岗村大街南端、谷风路西侧，在南餐厅楼西侧。为学生公寓楼群之一，共10栋楼。
- 至善园：位于贝岗村大街南端、谷风路东侧，在南餐厅楼东侧。为学生公寓楼群之一，共10栋楼。
- 诚正堂：位于贝岗村大街南端、谷风路西侧，在南餐厅楼西侧。目前为中山大学深圳校区临时实验楼。

### 景观
- 孙中山铜像：位于教学区中部，在南北主轴正中、图书馆北侧，是东校园的地标之一，为南校园铜像的等比例复刻品。南校园中的铜像原作为孙中山的日本友人梅屋庄吉所赠，原置于国立中山大学石牌校区，后移入南校园。
- 国立中山大学牌坊：位于教学区最北部，在南北主轴正中北端，面朝珠江，是东校园的北门和地标之一，为国立中山大学石牌校区牌坊的放大复制品。
- 北望山：位于教学区北部、牌坊西侧。
- 筱园：位于教学区中部，在图书馆东侧。
- 三行情书林：位于教学区中部，在图书馆西侧。
- 活水来湖：位于教学区中部，在北学院楼东侧、行政会议中心之间。
- 谷河：位于教学区西侧，东起活水来湖，西至工学院广场，中山大学龙舟队定期在此训练。
- 默园：位于教学区西侧，在谷河北侧。
- 落雁台：位于教学区西侧，在北基础实验楼和北学院楼之间。孙中山手题校训石在南侧山脚。
- 月影坡：位于教学区最西侧，山顶有中山大学工学院校友回望林。
- 冕山：位于生活区北侧，在活动服务中心和北餐厅楼之间。

## 交通

### 校区间交通
运行有从东校园往返于南校园、北校园、珠海校区之间的固定班次校车。仅限师生乘坐，需要通过校园卡付费。

### 校外交通

#### 地铁
大学城北站：4号线、12号线（建造中）

#### 巴士
| 内环：大学城体育中心西站 | 内环：大学城体育中心西站 | 内环：大学城体育中心西站 | 内环：大学城体育中心西站 | 内环：大学城体育中心西站 |
| 编号                     | 路线                     | 路线                     | 路线                     | 备注                     |
| ------------------------ | ------------------------ | ------------------------ | ------------------------ | ------------------------ |
| 383                      | 大学城星光下道           | ⇆                        | 长洲码头                 |                          |
| 番202旅游专线            | 大学城（科学中心）       | ⇆                        | 大学城体育中心           |                          |

| 中环：中大站         | 中环：中大站          | 中环：中大站          | 中环：中大站          | 中环：中大站                    |
| 编号                 | 路线                  | 路线                  | 路线                  | 备注                            |
| -------------------- | --------------------- | --------------------- | --------------------- | ------------------------------- |
| 361                  | 土华                  | ⇆                     | 黄船文化中心          | 不大于20–30分/班                |
| 361A                 | 已于2024年1月15日停办 | 已于2024年1月15日停办 | 已于2024年1月15日停办 | 已于2024年1月15日停办           |
| 大学城专线1大学城1线 | 广外                  | ⇆                     | 大学城（广大）        | 15分/班（寒暑假期间30–60分/班） |
| 大学城专线3大学城3线 | 广东药学院            | ⇆                     | 大学城（中部枢纽）    | 15分/班（寒暑假期间30–60分/班） |

| 中环：中环东路(高高新天地)站 | 中环：中环东路(高高新天地)站 | 中环：中环东路(高高新天地)站 | 中环：中环东路(高高新天地)站 | 中环：中环东路(高高新天地)站 |
| 编号                         | 路线                         | 路线                         | 路线                         | 备注 |
| ---------------------------- | ---------------------------- | ---------------------------- | ---------------------------- | --- |
| 361                          | 土华                         | ⇆                            | 黄船文化中心                 | 不大于20–30分/班 |
| 361A                         | 已于2024年1月15日停办        | 已于2024年1月15日停办        | 已于2024年1月15日停办        | 已于2024年1月15日停办 |
| 大学城环线1                  | 大学城星光下道               | ↺                            | 大学城星光下道               | |
| 大学城专线1大学城1线         | 广外                         | ⇆                            | 大学城（广大）               | 15分/班（寒暑假期间30–60分/班） |
| 大学城专线3大学城3线         | 广东药学院                   | ⇆                            | 大学城（中部枢纽）           | 15分/班（寒暑假期间30–60分/班） |
| 番201                        | 大学城（穗石村）             | ⇆                            | 广州市档案馆南（大学城）     | 20–40分/班 |
| 番202旅游专线                | 大学城（科学中心）           | ⇆                            | 大学城体育中心               | |
| 夜50                         | 广州市档案馆南（大学城）     | ↺                            | 广州市档案馆南（大学城）     | 星海学院至广州市档案馆南区段经华师一路、内环西路、国医东路（华师生活区、省中医院大学城医院、南汉二陵博物馆） 大学城环线1附属线路，寒暑假期间停运 |
| 夜65                         | 大学城综合商业北区           | ⇆                            | 长洲码头                     | 383路附属线路 |

| 外环：中大正门站/外环东路站/广外西路路口站 | 外环：中大正门站/外环东路站/广外西路路口站 | 外环：中大正门站/外环东路站/广外西路路口站 | 外环：中大正门站/外环东路站/广外西路路口站 | 外环：中大正门站/外环东路站/广外西路路口站 |
| 编号                                       | 路线                                       | 路线                                       | 路线                                       | 备注                                       |
| ------------------------------------------ | ------------------------------------------ | ------------------------------------------ | ------------------------------------------ | ------------------------------------------ |
| 380B                                       | 已于2021年1月11日停办                      | 已于2021年1月11日停办                      | 已于2021年1月11日停办                      | 已于2021年1月11日停办                      |

#### 主要市政道路
大学城内环东路、大学城中环东路、大学城外环东路、大学城中大西路、大学城广外西路

## 商业区
校园东侧为GoGo新天地商业区，有众多餐饮场所，以及一些宾馆、电影院等设施。GoGo新天地东侧为贝岗村商业街，有小吃街、餐馆和民宿等。